# Kattpest
Kattpest orsakas av ett specifikt Parvovirus (FPV, feline (dvs katt-) parvovirus) som drabbar katter och även hundar (liknar hundens parvovirus).
Viruset smittar från katt till katt men är motståndskraftigt och kan överleva länge i naturen. Sjukdomen ger symptom som kräkningar, diarréer och kan i svåra fall vara dödligt. Dräktiga smittade katter kan få missfall och avkomman kan födas med hjärnskador.
Det finns vaccination för katterna i form av ett trippelvaccin som även ger immunitet mot calicivirus och herpesvirus.